# Real Cofradía del Silencio y Santa Cruz (Oviedo)
La Real Cofradía del Silencio y Santa Cruz es una cofradía católica de la ciudad de Oviedo, España. Fue refundada en 2001, aunque sus orígenes se remontan a 1945, y tiene su casa parroquial en la Iglesia de Santa María la Real de la Corte de Oviedo.

## Historia
Finalizada la Guerra Civil, en Oviedo se propone reorganizar su Semana Santa. El resultado fue la procesión del Santo Entierro, que se estrenó en 1941 y a la que acudían diferentes parroquias de la ciudad, cada una con sus pasos. La iglesia de Santa María la Real de la Corte llega a procesionar con dos imágenes, el Calvario y la Oración en el Huerto.
Sin embargo, en 1945 deja de celebrarse esta procesión general y comienzan establecerse diferentes cofradías . De este modo, en la parroquia de la Corte se funda la Cofradía del Silencio, cuya salida procesional sería la noche de Jueves Santo con la mencionada Oración en el Huerto, y cuyo acompañamiento musical era la banda de tambores y cornetas de la escuela de aprendides de la Fábrica de la Vega.
A lo largo de los años 50, las hermandades ovetenses experimentan momentos de enorme mejora y prosperidad. Así, la Cofradía del Silencio incorpora tres pasos más: María Santísima de la Amargura, Crucificado de la piedad y el Señor Atado a la Columna. Sin embargo esta etapa de brillantez en la Semana Santa ovetense se disipa en los años 60, llegando a desaparecer la totalidad de las procesiones de la ciudad durante tres décadas.
No sería hasta 2001, cuando se refunda la cofradía con el nombre de Cofradía del Silencio y Santa Cruz, teniendo su primera procesión en el 2002, con los pasos titulares, La Santa Cruz y el Santo Cristo Flegelado. En 2007, vuelve a incorporarse María Santísima de la Amargura y en 2015, el Santísimo Cristo de la Piedad. Este mismo año, Felipe VI concede a la Cofradía el título de "Real".

## Emblema
El emblema consta de una cruz morada sobre fondo rojo, con una S blanca superpuesta. Este conjunto se encuentra bajo una corona borbónica y rodeado por el toisón de oro. 

## Indumentaria
El hábito se compone de túnica blanca sencilla, capirote y fajín morado. Por debajo, camisa blanca y corbata negra. Los zapatos, calcetines y guantes también deben ser negros.
Excepto los braceros, el resto de hermanos portan armazón bajo el capirote. Además, la Junta de Seises añade puños morados en su túnica.

## Actos

### Actos en Semana Santa
- Procesión del Silencio. Se celebra en Martes Santo pasando por el casco histórico ovetense.[4][1]
- Procesión de la Virgen de la Amargura y Procesión del Santo Entierro. Se acompaña a la Cofradía hermana, la Real Cofradía del Santísimo Sacramento de Minerva y la Santa Vera Cruz de León en sus procesiones de la Virgen de la Amargura del Miércoles Santo, y del Santo Entierro los Viernes Santo de los años impares.[5]

### Otros actos
- Besapiés al Santo Cristo Flagelado. Se celebra todos los años el domingo anterior al Domingo de Ramos.[1]
- Ofrenda Floral a María Santísima de la Amargura. Se realiza todos los años el último domingo de mayo.[1]
- Procesión Extraordinaria. Durante el mes de mayo y cada cinco años, se celebra una procesión extraordinaria con María Santísima de la Amargura, sustituyendo a la Ofrenda Floral.[1]
- Corpus Chico. El segundo domingo posterior a la festividad de Corpus Christi, se acompaña a la Real Cofradía del Santísimo Sacramento de Minerva y la Santa Vera Cruz de León en su procesión por las calles de su ciudad.[5]
- Exaltación de la Santa Cruz. Se celebra el domingo más próximo al 14 de septiembre, festividad de la Cofradía. Se procesiona al Santísimo Cristo de la Piedad por la Plaza de Feijoo, así como también se lleva a cabo la toma de posesión de los nuevos cargos de la Junta de Seises.[1]
- Misa de Difuntos. El viernes posterior al día 1 de noviembre, festividad de todos los Santos, se celebra una misa en memoria de los hermanos difuntos de la Cofradía.[1]

## Pasos
- Santa Cruz. Realizada y donada por el hermano de la Cofradía y Siese del Flagelado en el 2001, Miguel Ángel Fernández García. Tallada en madera de plágano totalmente desnuda.
- Santo Cristo Flagelado: realizada por Manuel García en 1957 y restaurada por Jesús Puras en 2015.
- Santísimo Cristo de la Piedad: realizada por el imaginero Antonio de Borja en 1703 y restaurada por Jesús Puras en 2015.
- María Santísima de la Amargura: obra de Manuel García realizada en 1955.
- La Oración en el Huerto: Conjunto realizado en madera policromada por Inocencio Soriano Montagut en 1942.

## Hermanamientos
- Hermanamiento entre la Real Cofradía del Silencio y Santa Cruz con la Real Cofradía del Santísimo Sacramento de la Minerva y la Santa Vera Cruz de León (2003).
- Hermanamiento entre la Real Cofradía del Silencio y Santa Cruz con la Comandancia de Oviedo de la Guardia Civil (2018).